# Saifur Rahman

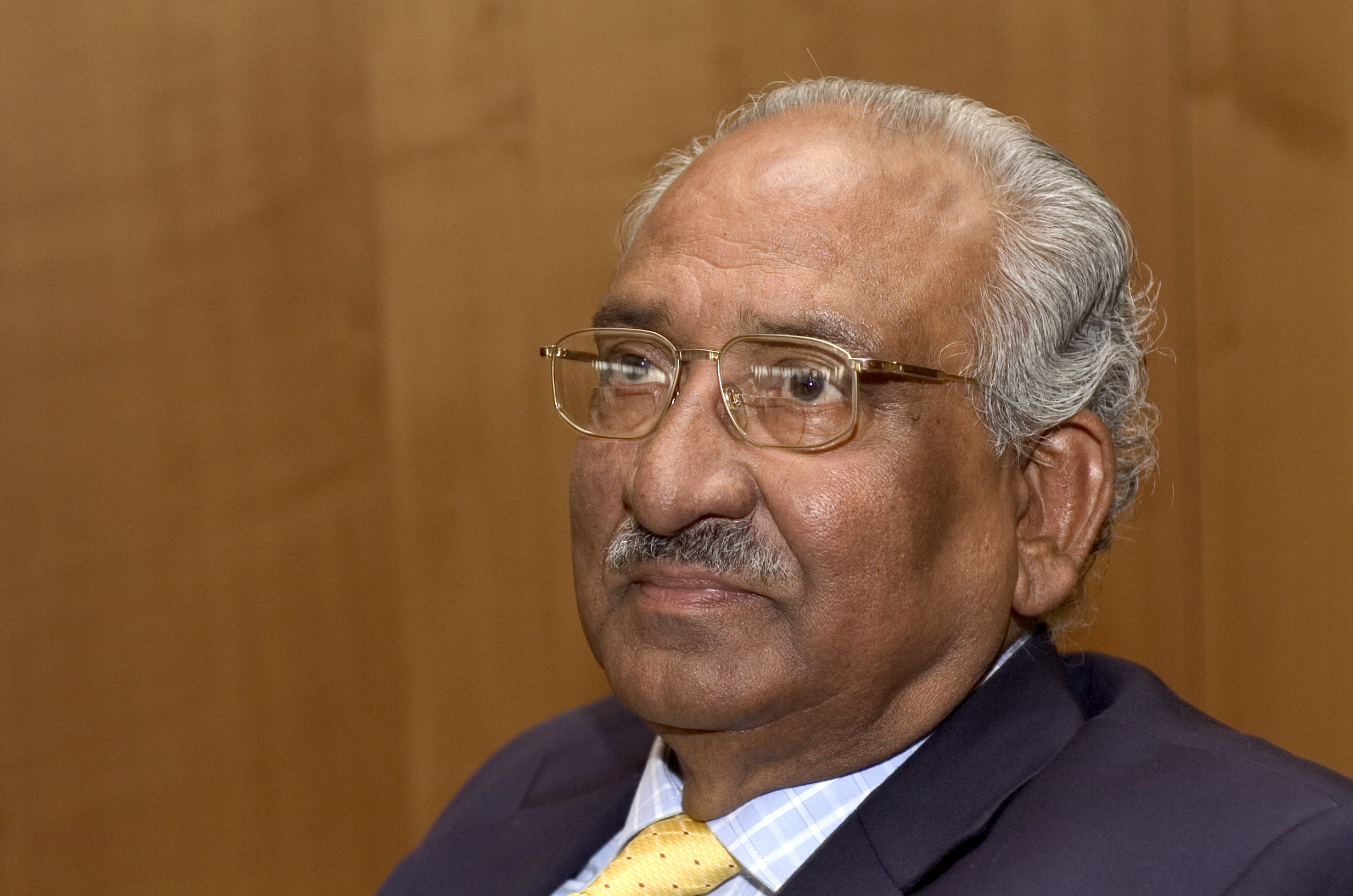
Saifur Rahman in 2005

 Saifur Rahman (Baharmardan, 6 oktober 1932 – 5 september 2009) was een Bengalees politicus voor de "Bangladesh Nationalist Party".
Rahman was afkomstig uit het district Maulvi Bazar en was accountant van beroep. Als student aan de universiteit van Dhaka nam hij deel aan de taalbeweging aldaar. Hij was lid van de “Jatiyatabadi Gonotantric Dal” van de voormalige president Ziaur Rahman en werd in 1978 lid van de "Bangladesh Nationalist Party". Rahman was minister van financiën in 1976-1982 onder Ziaur Rahman en tevens in 1991-1996 en 2001-2006. Onder zijn leiding werden belangrijke economische hervormingen in Bangladesh doorgevoerd. Van 1996  tot 2001 was hij parlementslid. Hij stierf bij een auto-ongeval in september 2009.